# Payatieng
Payatieng is een bestuurslaag in het regentschap Aceh Besar van de provincie Atjeh, Indonesië. Payatieng telt 658 inwoners (volkstelling 2010).